# Hendrika Mastenbroek
Hendrika Wilhelmina „Rie“ Mastenbroek (* 26. Februar 1919 in Rotterdam; † 6. November 2003 ebenda) war eine niederländische Schwimmerin und dreifache Olympiasiegerin.

## Biographie
Sie wurde in ihrer Jugend von der Mutter von Maria-Johanna Braun trainiert, die 1928 Olympiasiegerin geworden war. 1934 gewann Mastenbroek bei den Europameisterschaften in Magdeburg drei Goldmedaillen und eine Silbermedaille. Bei den Olympischen Sommerspielen 1936 in Berlin – damals war sie erst 17 Jahre alt – wiederholte sie diese Leistung. Sie siegte über 100 m Freistil, 400 m Freistil und mit der 4 × 100-m-Freistilstaffel. Über 100 m Rücken gewann sie hinter ihrer Landsfrau Nida Senff die Silbermedaille (Senff hatte die letzte Wende nicht vorschriftsgemäß passiert und musste einige Meter zurückschwimmen; dennoch gewann sie dank einer außergewöhnlich guten Leistung auf der letzten Bahn).
Ab 1937 arbeitete Mastenbroek als Schwimmlehrerin. Sie verlor deswegen ihren Status als Amateur, womit sie nicht mehr startberechtigt war. Während ihrer kurzen Karriere hatte sie insgesamt neun Weltrekorde aufgestellt, sechs im Rückenschwimmen und drei im freien Stil. 1968 wurde sie in die Ruhmeshalle des internationalen Schwimmsports aufgenommen, 1997 erhielt sie vom Internationalen Olympischen Komitee den Olympischen Orden.

## Sportliche Erfolge
Europameisterschaften 1934 in Magdeburg
- Gold: 100 m Rücken (1:20,3 min)
- Gold: 400 m Freistil (5:27,4 min)
- Gold: 4 × 100 m Freistilstaffel (4:41,5 min)
- Silber: 100 m Freistil (1:08,1 min)

Olympische Sommerspiele 1936 in Berlin
- Gold: 100 m Freistil (1:05,9 min)
- Gold: 400 m Freistil (5:26,4 min)
- Gold: 4 × 100 m Freistilstaffel (4:36,0 min)
- Silber: 100 m Rücken (1:19,2 min)